# Art Rooney
Art Joseph Rooney Sr. (Coulterville, Pensilvania, 27 de enero de 1901-Pittsburgh, Pensilvania, 25 de agosto de 1988) fue el fundador del equipo de la NFL Pittsburgh Steelers, equipo que administró desde su fundación en 1933 hasta su muerte en 1988. Con este equipo ganó cuatro Super Bowls en la década de los 70. Lo sucedió su hijo Dan Rooney.

## Pittsburgh Steelers
Su afiliación con la NFL comenzó en 1933, cuando compró una franquicia de la National Football League para la ciudad de Pittsburgh por $2.500 dólares, a la cual nombró como los Pittsburgh Pirates (el mismo nombre del club de larga historia en la Major League Baseball, del cual Rooney era aficionado desde que era un niño). 
Rooney hizo mucho ruido a lo largo de la NFL al firmar a Byron "Whizzer" White con un contrato récord de $15.000 dólares en 1938. Aún con White no pudieron tener una temporada ganadora, y White dejó al equipo en siguiente año para ir a jugar a Detroit. El club no tuvo una temporada ganadora hasta 1942, el mismo año en que se les cambió el nombre a Pittsburgh Steelers.
Durante la Segunda Guerra Mundial, los Steelers tuvieron algunas dificultades financieras y se fusionaron con los Philadelphia Eagles en 1943 y los Arizona Cardinals en 1944.
Después de la guerra, Rooney se convirtió en el presidente de los Steelers. Anhelaba llevar un título de la NFL a Pittsburgh pero nunca pudo vencer a los equipos poderoso de ese entonces, como los  Cleveland Browns y los Green Bay Packers. Aunque eran populares de manera razonable en la ciudad, aún quedaban en segundo lugar contra los Pittsburgh Pirates hasta los años 1970s. El equipo también tomó algunas decisiones controversiales en esa época como despedir al entonces desconocido Johnny Unitas en los campos de entrenamiento (Unitas llegaría a tener una carrera que le llevaría al Salón de la Fama con los Baltimore Colts) y negociaron su primera selección del draft de 1965 con los Chicago Bears (Chicago escogería a Dick Butkus con esa primera selección), entre muchas otras.
No obstante, Rooney era popular con los dueños como mediador, lo cual heredaría a su hijo Dan Rooney. Él fue el único dueño que votó en contra de mover los derechos de los New York Yanks a  Dallas, Texas, después de la temporada de 1951 debido a su preocupación por el racismo en el Sur de Estados Unidos en esa época (al final, los Dallas Texans desaparecieron después de un año, y los derechos fueron vendidos a Baltimore, Maryland, donde el equipo se convertiría después en la segunda encarnación de los Baltimore Colts). En 1963, junto con el dueño de los Bears George Halas, Rooney fue uno de los dos dueños que votó para que el Campeonato de 1925 de la NFL fuera restablecido a los hace mucho tiempo desaparecidos Pottsville Maroons.
Siguiendo a la fusión AFL-NFL en 1970, los Steelers aceptaron dejar la Conferencia Este de la NFL y unirse a la División Central de la AFC.
En 1972, los Steelers se convirtieron en toda una potencia, comenzando con una marca destacable de 8 apariciones consecutivas en postemporada. En el 41.er aniversario de Rooney como dueño, el club ganó su primer Super Bowl. Siguieron más victorias de Super Bowl en las temporadas de 1975, 1978 y 1979.
Después de la temporada de 1974, Rooney cedió las operaciones diarias del club a su hijo Dan. Permaneció como presidente del club hasta su muerte en Pittsburgh en 1988. En memoria de "El Jefe", los Steelers usaron un parche en el hombro izquierdo de su uniforme con las iniciales de Rooney AJR toda esa temporada. Esa temporada de 1988 terminaron con marca de 5-11, su peor temporada desde la temporada de 1969 (1-13).
Art Rooney recibió muchos premios durante su carrera. En 1964, fue elegido al Pro Football Hall of Fame. Duquesne nombró su campo de fútbol americano en su honor en 1993. En 1999, The Sporting News lo nombró como una de las 100 figuras deportivas más poderosas del siglo XX.
Una estatua hecha a su semejanza adorna la entrada de la sede de los Pittsburgh Steelers, el Heinz Field. También tiene una calle a su nombre en Pittsburgh.

## Lecturas
- O'Brien, Jim (2001). The Chief: Art Rooney and his Pittsburgh Steelers. Pittsburgh, Pennsylvania: James P. O'Brien - Publishing. ISBN 1-886348-06-5.